# Ћоселари
Ћоселари (мкд. Ќоселари) су насеље у Северној Македонији, у средишњем делу државе. Ћоселари су село у саставу општине Лозово.

## Географија
Ћоселари су смештени у средишњем делу Северне Македоније. Од најближег града, Велеса, насеље је удаљено 20 km источно.
Насеље Ћоселари се налази у југозападном делу историјске области Овче поље. Оно је смештено у равничарском пределу, који је добро обрађен. Надморска висина насеља је приближно 250 метара.
Месна клима је блажи облик континенталне због близине Егејског мора (жарка лета).

## Становништво
Ћоселари су према последњем попису из 2002. године имали 88 становника.
Већинско становништво су Власи (53%), а мањине су етнички Македонци (47%). До почетка 20. века искључиво становништво у селу били су Турци.
Претежна вероисповест месног становништва је православље.